# Sinacaban
Sinacaban è una municipalità di quinta classe delle Filippine, situata nella Provincia di Misamis Occidental, nella Regione del Mindanao Settentrionale.
Sinacaban è formata da 17 baranggay:
- Cagay-anon
- Camanse
- Colupan Alto
- Colupan Bajo
- Dinas
- Estrella
- Katipunan
- Libertad Alto
- Libertad Bajo
- Poblacion
- San Isidro Alto
- San Isidro Bajo
- San Lorenzo Ruiz (Sungan)
- San Vicente
- Señor
- Sinonoc
- Tipan